# المحمودية (البحيرة)
المحمودية، مدينة مصرية تتبع محافظة البحيرة شمال مصر. كانت من أهم الموانىء النهرية التجارية وكانت معبرا للمراكب التي كانت تحمل البضائع من الصعيد والوجه البحري للإسكندرية لتدخل من خلال هويسها لترعة المحمودية التي حفرها محمد علي في أوائل القرن 19. كانت تعبرها المراكب الوافدة من ميناء الإسكندرية متجهة للنيل للقاهرة تحمل البضائع المستوردة لمصر . هذا ما جعل ميناء رشيد على البحر الأبيض المتوسط بعد مئات السنين حيث كانت المراكب والسفن تأتي بالبحر من الإسكندرية للنيل لتصل للقاهرة والعكس.

## جغرافيا
كانت المراكب تواجه الأنواء والأمواج بالبحر مما يعرضها للغرق. وكانت المراكب تتكدس من شدة الحركة التجارية أمام جزيرة الفوال المدينة بالنيل لأيام حتى يحل دورها في العبور. لهذا راجت المدينة تجاريا وكان بها وكالات تجارية وملاحية لا سيما إبان الحربين العالميتين الأولى والثانية حيث كان المجهود الحربي يعبر رائحا وغاديا عوضا عن الشاحنات والقطارات لأن النقل النهري كان من أهم الوسائل للمواصلات. مركز المحمودية كان يشتهر بإنتاج الأرز والقطن الذي كان ينقل عير ترعة المحمودية ليصدر لأوربا. هذه المدينة كانت من كبرى المدن التجارية بالوجه البحري لموقعها الجغرافي الفريد. فالنيل شمالها كان متسعا كميناء طبيعي وشرقها يقع فم ترعة المحمودية. علاوة على وجود محطة طلمبات العطف ترفع مياه النيل ليرتفع منسوب الماء بالترعة التي تمد عدة مدن بغرب الدلتا ومن بينها مدينة الإسكندرية. المحمودبة نشأت فوق قرية العطف وكانت نقطة شرطة تابعة لمركز رشيد وكلت بها محلج الوليلي لحليج القطان الذي كان يصدره. تتميز بجامعها الكبير الذي أُقيم في عهد محمد علي. وسُمّيت بالمحمودية تيمنا باسم السلطان محمود خان بالآستانة. كانت مصر تابعة وقتها للدولة العثمانية التي كان محمد علي أحد ولاتها بمصر. وارتبط اسمها باسم ترعتها وتتميز المدينة بنظام هيدروليكي من الأهوسة التي ترفع مياهها المراكب من النيل وتنزلها من الترعة لمستوى منسوب النيل. هذه الديناميكية كانت أول نظام يتبع قبل أهوسة القناطر الخيرية التي تعبرها المراكب من قبل وبعد جسمها. كانت المدينة تحيط بها المياه ولا سيما في جنوبها كانت تتفرع من ترعة المحمودية ترعة الرشيدية التي كانت تمد رشيد وإدكو بالمياه للشرب والري.

## المحمودية والإنجليز
تعتبر مدينة المحمودية لها تاريخها مع الإنجليز حيث كان لأهلها وقفة مشهودة معهم. فلقد كانت بريطانيا المحتلة قد وضعت حاميات ولا سيما في المدن الإستراتيجية إبان الحرب العالمية الأولى. كانت مدينة المحمودية قد وضعت بها حامية بريطانية من جنود هنود وإيرلنديين وأفريكان وإنجليز لأن موقع المدينة كان موقعا استراتيجيا وهدف للألمان. لأن المدينة تقع على فم ترعة المحمودية التي كانت ممرا مائيا لنقل البضائع والمجهود الحربي البريطاني من الإسكندرية للقاهرة لتدخل المراكب للنيل. وكانت الحامية تحرس الأهوسة التي تحافظ على منسوب المياه ومحطة العطف وكانت وقتها أكبر محطة توليد كهرباء بمصر وبجوارها طلمبات محطة العطف التي كانت ترفع المياه من النيل لترعة المحمودية. في ديسمبر 1916 كان الأهالي يحتفلون بزفاف أحدهم وكانوا يسيرون في موكب ويحملون المصابيح والمشاعل فرحين وأخذوا يصيحون فظنَّ فائد الحامية البريطانية أنها مظاهرة فأمر بإطلاق النار عليها. فهبَّ الأهالي للانتقام منهم وتحدّوه مما جعل قائد الحامية يطلب أعيان البلدة ليتفاوض معهم وتوجه عمدة المدينة درويش الوليلي على رأس وفد وتقابلوا مع قائد الحامية فطلبوا منه الاعتذار أولا فقال قائد الحامية: أنا إيرلندي وبلدي يحتلها الإنجليز كما يحتلون بلادكم لذا أنا أقدر شعوركم ضد بريطانيا لكن الوفد وضع شروطا للحامية من بينها: ألا ينزل العساكر المدينة في أي وقت مهما كان السبب ويظلوا على مشارف المدينة على الضفة الشرقية من ترعة المحمودية وسمحوا لهم بنزول مندوبين منهم للمدينة لمدة ساعة قبل الغروب ليشنروا حاجاتهم فقط فوافق القائد على هذا وكوّن الأهالي من شباب المدينة حرسا يتجول فيها ليلا ونهارا لحراسة البيوت والشوارع وسلحوهم ووضعوا منهم رجالا كنقط مراقبة لمداخل المدينة. في ثورة 1919 حطّم أهالي المحمودية قضبان سكك حديد الدلتا وأشعلوا النيران في محطتها الرئيسية بالمدينة.

### المحمودية إبانثورة عرابيوالاحتلال البريطاني للإسكندرية
في 11 يوليو 1942 وأثناء الحرب العالمية الثانية كانت المحمودية الملاذ الآمن حيث استقبلت آلاف النازحين الذين هجوا من هول القصف والقنابل من الإسكندرية وكفر الدوار وخورشيد والبيضا. وكانت تقدم لهم المأوى والطعام رغم أنها في الحرب العالمية الثانية كانت محطة العطف لتوليد الكهرباء للوجه البحري وأهوسة ترعة المحمودية التي توصل المياه للشرب للإسكندرية وأبو حمص وكفر الدوار أهدافا إستراتيجية لطائرات هتلر.

## معالمها
- محطة العطف الكهربائية—وهي من أقدم المحطات التي أُنشئت في الشرق الأوسط
- النصب التذكاري لشق ترعة المحمودية .. وهو عبارة عن لوحة بها قصيدة باللغة تركية تمدح وتمجد السلطان محمود خان وبها ترجمة للعربية والإنجليزية .. وهي على شكل قبة .. تقع أمام مركز الشرطة عند فم الترعة
- الجامع الكبير ( مسجد المحمودية ) والذي بُني في عهد محمد علي 1860
- المسجد الكبير بقرية ديروط ( مسجد سيدي عبد الرحمن أبو شوشة) والذي أنشأه الأمير عيسى العادلي في عام 961 هـ
- محطات رفع المياه ( طلمبات ري العطف ) التي تحافظ على منسوب المياه في ترعة المحمودية
- هويس المحمودية ( الذي كان ممرا تاريخيا لنقل البضائع من النيل للإسكندرية )
يضم مركز المحمودية عدة قرى ترجع للعصر الفرعوني والقبطي كسرنباي وديروط وأريمون وفزارة، البحيرة. بها أماكن أثرية كالكوم الأحمر وبسنتواي وكوم الغرف وديسيا وسمخراط وقد عُثر بها على آثار فرعونية ورومانية وقبطية.

## ترعة المحمودية

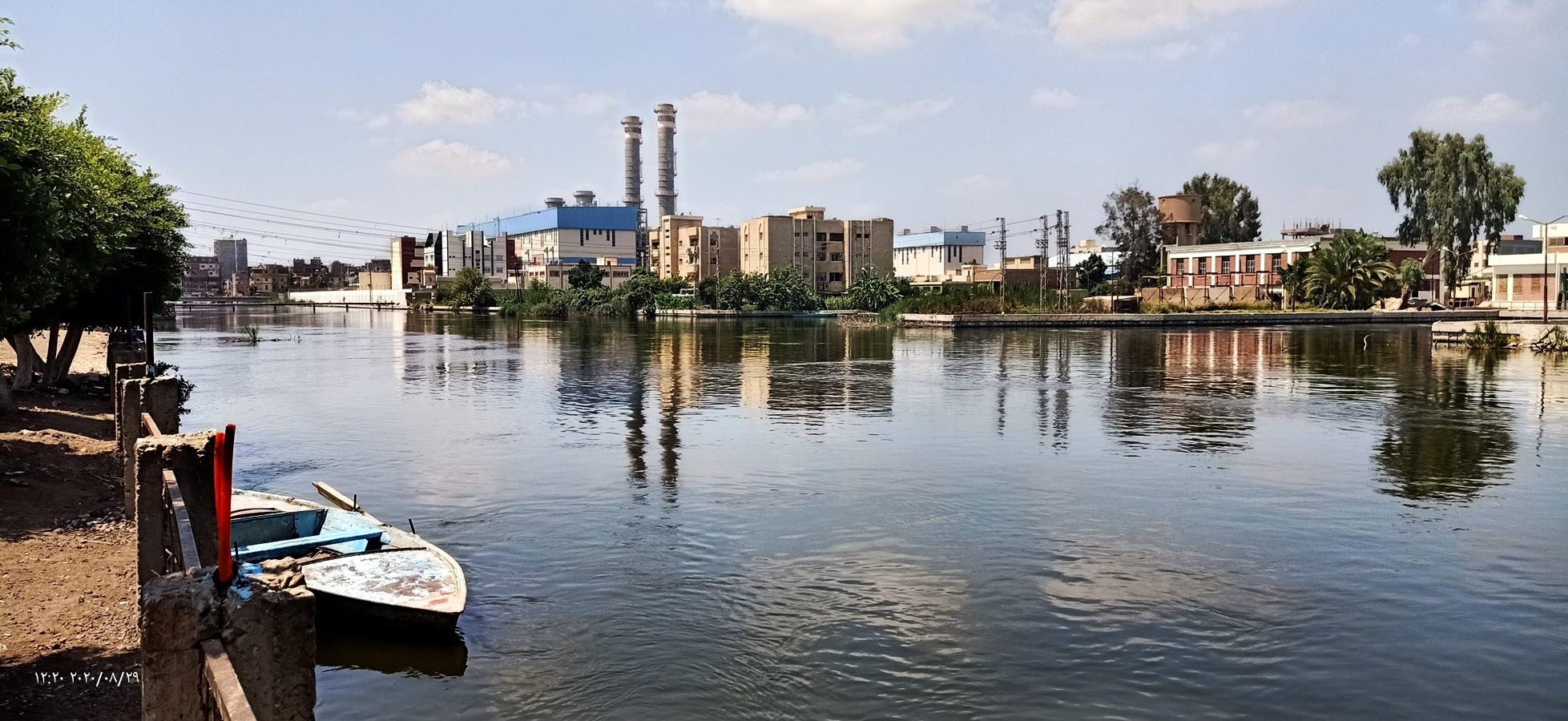
ترعة المحمودية عام 2020.

في 8 مايو 1807 أمر محمد علي بحفر ترعة المحمودية لتبدأ من النيل قرب قرية العطف وقتها لتصل مياه النيل للإسكندرية عبر البحيرة ولتكون ممرا مائيا للمراكب التجارية بين الإسكندرية والنيل. كان محمد علي قد أمر كشّافين البحيرة بجمع الأنفار وتجهيز العمال والبنائين والحدادين والمساحبن والفؤوس والغلقان والمقاطف والعراجين والسلب وكانوا يسيرون مع كاشف كل منطقة بالطبل والزمور. كان كل إقليم تمر به الترعة له حصة من الأقصاب ليحفرها، وإذا انتهى من الحفر يساعد الإقليم المجاور وأثناء الحفر ظهر ببعض الأماكن مساكن مطمورة وقيعان وحمامات معقودة وظروف بها بداخلها قطع نحاس كفرية قديمة وأخرى لم تفتح ولا يعلم ما فيها رفعوها للباشا محمد علي. وفي أبريل 1819 توقف العمل بسبب الطاعون وعاد الناس لبلادهم وكان كل من يموت يُدفن في مكانه، وفي يناير سنة 1820 فتحوا للترعة شرما بالإسكندرية على البحر وسُمّيت ترعة ومدينة المحمودية باسم السلطان محمود خان سلطان الآستانة لأن مصر أيام محمد علي كانت ولاية عثمانية.
في مدينة المحمودية بمحافظة البحيرة تبدأ محطة واحدة من أشهر الترع المصرية، لا لقيمتها التجارية في تسهيل مسيرة السفن من النيل إلى ميناء الإسكندرية والعكس وحسب، ولكن لعدد من ماتوا خلال حفرها وبلغوا 12 ألف مصري أصيبوا بالطاعون فأمر الوالي محمد علي بأن يُدفنوا في أماكنهم حتى لا ينتقل الوباء لغيرهم.
هي ترعة المحمودية التي تعود تسميتها للسلطان العثماني محمود خان الذي كان على قمة الحكم وقت حفر الترعة التي تُعتبر أول ترعة يتم حفرها في عهد محمد علي عام 1807 لتكون شرياناً يصل النيل للإسكندرية ويسمح بمرور المراكب التجارية بين الإسكندرية لنهر النيل. أرسل محمد علي معدات الحفر من فؤوس ومقاطف ورجال ليحفروا عند كل قرية تمر عليها الترعة التي انتهى العمل منها في العام 1820 مارةً بثلاثة مراكز بمحافظة البحيرة وهي المحمودية وأبو حمص وكفر الدوار .

## السكان
بلغ عدد سكان المحمودية 27,706 نسمة، منهم 13,491 ذكر و 14,215 أنثى بحسب الإحصاء الرسمي لعام 2006.